# 彭林 (加利福尼亞州)
彭林（英語：Penryn）是位於美國加利福尼亞州普萊瑟縣的一個人口普查指定地區。

## 地理
彭林的座標為38°51′08″N 121°10′10″W / 38.85222°N 121.16944°W，而該地最高點為海拔高度191米（即627英尺）。

## 人口
根據2010年美國人口普查的數據，彭林的面積為4.723平方千米，均為陸地。當地共有人口831人，而人口密度為每平方千米175人。